# El Perer de les Planes
El Perer de les Planes és una masia de Sant Feliu de Codines (Vallès Oriental) inclosa a l'Inventari del Patrimoni Arquitectònic de Catalunya.

## Descripció
És formada per un conjunt d'edificis al voltant d'un pati central tancat. Té planta baixa i dues plantes. El portal d'entrada és de pedra i amb un arc de mig punt adovellat. Al costat de l'edifici principal hi ha una torre de secció quadrada d'igual alçada que el cos principal. La coberta és a dues vessants. És en una zona rural rodejada de camps de conreu, al nord de la població.

## Història
A segle xi ja trobem documents relatius a aquest mas. El nom "Perer" està relacionat amb la genealogia dels Parer, antics i actuals, propietaris, i de les Planes és un toponímic que ens diu on està situat el mas. Els edificis són de diferents èpoques. La casa fou cremada pels francesos quan la guerra de la Independència, i fou restaurada i en part construïda de nou pel canonge de Solsona Joan Perer, parent de la família propietària. Sobre la llinda de la porta hi ha una inscripció que diu: "Françesc Perer de Plantes. 1810".